# Arsine
Arsine (volgens de IUPAC-regels: arsaan), ook bekend als arseentrihydride, is een bijzonder toxisch gas met als brutoformule AsH3, dat onder andere gebruikt wordt voor de synthese van halfgeleiders en forensisch onderzoek. Het is een hemolytisch gif dat onder andere de rode bloedcellen aantast. Het metabolisme van arsine is niet exact bekend, maar verloopt waarschijnlijk via omzetting naar arseen.
Arsine vormt de basis voor een grote groep van analoge arseenverbindingen, de arsanen. Deze zijn vergelijkbaar met de silanen en fosfanen.

## Geschiedenis en toepassingen
Arsine is ontdekt door de Zweedse farmaceutisch chemicus Carl Wilhelm Scheele, ook de ontdekker van zuurstof. Hij reduceerde arseentrioxide met zink en salpeterzuur:
{\displaystyle {\ce {As2O3 + 6 Zn + 12 HNO3 -> 2 AsH3 + 6 Zn(NO3)2 + 3 H2O}}}
Zijn ontdekking leidde ook tot de uitvinding van de Marshtest door James Marsh, later beschreven. Veelal wordt arsine per ongeluk gevormd in een werkplaats waar het slecht geventileerd en afgesloten is. AsH3 wordt dan gevormd door reactie van arseen(III)- of arseen(V)-verbindingen met een sterke reductor in zure oplossing.

### Halfgeleiders
Arsine wordt gebruikt bij de synthese van halfgeleiders, die onder andere gebruikt worden bij microelektronica en lasers. Arsine wordt bijvoorbeeld gebruikt om de halfgeleider galliumarsenide (GaAs) te maken. Dit verloopt volgens de volgende reactie:
{\displaystyle {\ce {Ga(CH3)3 + AsH3 -> GaAs + 3 CH4}}}

### Tweede Wereldoorlog
Arsine werd in overweging genomen als een mogelijk wapen in de Tweede Wereldoorlog. Het gas is namelijk kleurloos en bijna geurloos. Men kan de knoflookgeur alleen ruiken in een hoge dosis en dan is het gas al dodelijk. Ook is arsine zwaarder dan lucht, waardoor het zich over het oppervlak verspreidt. Arsine is echter nooit gebruikt als wapen, omdat het nogal ontvlambaar is en minder efficiënt dan het alternatief fosgeen.

### Forensisch onderzoek en Marshtest
Arsine wordt gebruikt in forensisch onderzoek voor de detectie van arseenvergiftiging. De Marsh test detecteert arsine in de aanwezigheid van arseen. Van een As-bevattend lichaamsdeel van het slachtoffer wordt een sample behandeld met zink en zwavelzuur. Als het preparaat arseen bevat, zal er gasvormig arsine ontstaan.

### Malaria
Recentelijk is onderzoek gedaan naar de mogelijkheid om arsine te gebruiken in de behandeling van malaria. Arsine heeft effect op het membraan van erytrocyten. Arsine kan dus wellicht worden gebruikt tegen erytrocyten die geïnfecteerd zijn met malaria parasieten. Malaria parasieten die eenmaal in erytrocyten zitten, zijn moeilijk te verdringen. Er zijn nog geen antibiotica gevonden die sterk en selectief genoeg zijn om malaria parasieten die zich in erytrocyten hebben genesteld te bestrijden. De rol die arsine hierin zou kunnen spelen moet experimenteel nog worden onderzocht.

## Toxicokinetiek[2]

### Absorptie
Arsinevergiftiging wordt over het algemeen veroorzaakt door inhalatie van arsine in lucht of absorptie via de huid.

### Distributie
Arsine komt na de absorptie in het bloedplasma terecht. Aangezien het een water-oplosbaar molecuul is zonder lading diffunderen de arsinemoleculen vervolgens makkelijk de rode bloedcellen in. Met de bloedstroom komt arsine ook in de lever, nieren en hart terecht, maar de hoofdtargets zijn de rode bloedcellen.

### Metabolisme
Het exacte mechanisme waarmee arsine gemetaboliseerd wordt is niet geheel bekend. Wanneer arsine zich in een waterige oplossing bevindt, zoals bloed, blijken er drie reacties voor te komen.
- De vorming van arseen door het uiteenvallen van arsine in zijn elementen. Deze reactie lijkt de hoofdroute.
- De reactie waarbij arsine gereduceerd wordt door het reageren met geoxideerde stoffen, zoals disulfiden in proteïnen. Waarschijnlijk ontstaat hierbij diarsine (As2H4). Deze reactie blijkt echter nauwelijks plaats te vinden.

{\displaystyle {\ce {AsH3 + RS-SR -> As2H4 + 2 RSH}}}
- De mogelijke reactie tussen arsine en een zuurstofbevattende stof, waarbij een reactief metaboliet gevormd wordt uit arsine en zuurstof. Er wordt gedacht dat hierbij arsinehydroperoxide zal ontstaan: H2AsOOH. Deze reactie is niet aangetoond, maar de omstandigheden in de rode bloedcel zijn wel zodanig dat die plaats kan vinden. De rode bloedcel produceert superoxide door auto-oxidatie van oxyhemoglobine (Hb). Dit superoxide kan dan met arsine reageren tot arsinehydroperoxide.

{\displaystyle {\ce {HbFe^{II}O2 -> HbFe^{III}\ + O2^-}}}

### Excretie
Een deel van de geabsorbeerde arsine wordt geklaard als arseen via de urine.

## Toxicodynamiek[2]
Het werkingsmechanisme van arsine is nog niet met zekerheid bekend. Toch zijn er wel een aantal stappen in het werkingsmechanisme die zeer waarschijnlijk lijken.
De hemolyse(waarbij koolstofmonoxide het zuurstof vervangt) bevatten en geïncubeerd worden met arsine, vindt er helemaal geen hemolyse plaats. Hieruit kan geconcludeerd worden dat arsine reageert met ijzer-gebonden zuurstof. De mate van hemolyse neemt ook significant af wanneer het hemoglobine verzadigd is met zuurstof (HbFe(O2)4) of omgezet is in methemoglobine. Deze resultaten wijzen op het volgende mechanisme:
Arsine bindt op de vierde bindingsplaats voor zuurstof, die onbezet is. Fe(II) geeft vervolgens een elektron aan een van de zuurstofatomen waarna een superoxide ontstaat. Dit superoxide reageert vervolgens met arsine tot arsinehydroperoxide. Dit proces is verantwoordelijk voor de eerste elektronoverdracht. Er vinden er nog 5 plaats, die waarschijnlijk plaatsvinden bij vervolgreacties met zwavelbevattende stoffen en zwavelradicalen. De eerste cellulaire respons na een arsine-toxificatie wordt verklaard door het feit dat na behandeling met arsine een ongecontroleerde efflux van K+ en een influx van Na+ ontstaat. Deze verstoring van het ionen-evenwicht in de cel leidt tot het zwellen van de rode bloedcellen, waarna het membraan gaat lekken en uiteindelijk hemolyse plaatsvindt.
Aangezien de symptomen van een arsine-toxificatie bij mensen ook geelzucht en darmproblemen en later ook veranderingen in het cardiovasculaire en het zenuwstelsel omvatten, blijkt dat ook andere organen het doelwit zijn van arsine. Het is echter niet duidelijk of deze symptomen veroorzaakt worden door de toxiciteit van arsine zelf, of door de vrijgekomen inhoud van de rode bloedcellen.

## Symptomen
Benauwdheid: gevolg van hypoxie en hemolyse. Hierdoor krijgen de lichaamscellen minder zuurstof toegereikt.
Hoofdpijn en duizeligheid: waarschijnlijk veroorzaakt door het zuurstoftekort en interacties met het centrale zenuwstelsel.
Bloedarmoede: arsine veroorzaakt hemolyse, waardoor de rode bloedcellen kapotgaan en hemoglobine vrijkomt, wat leidt tot bloedarmoede bij de patiënt.
Donker gekleurde urine: doordat er hemolyse van de rode bloedcellen plaatsvindt, komt er hemoglobine vrij. Het vrijgekomen hemoglobine wordt uitgescheiden met de urine, waardoor de urine roodbruin kleurt.
Nierschade: acute tubulaire necrose, veroorzaakt door de grote hemoglobine eiwitten in de urine en arsine metabolieten.
Geelzucht: wordt veroorzaakt door een verminderde uitscheiding van bilirubine door de lever. Bilirubine is een afbraakproduct van de heemgroep uit hemoglobine. Door de hemolyse ontstaat een overschot aan bilirubine.

## Toxiciteit[8]
| Geschatte toxische waarde               | C*t (ppm*min) | Opmerkingen                 |
| --------------------------------------- | ------------- | --------------------------- |
| 30-min LClo: 25 ppm                     | 750           | Fataal binnen 30 min        |
| 5-min LClo: 300 ppm                     | 1500          |                             |
| 30-min LClo: 250 ppm                    | 7500          |                             |
| 30-min LClo: 250 ppm                    | 7500          |                             |
| 30 tot 60-min LClo: 15,5 ppm            | 465-930       |                             |
| 30 tot 60-min LClo: 6,25 ppm            | 188-375       |                             |
| 6-h NOAEL: 3,1 ppm                      | 19            | Geen symptomen geobserveerd |
| NOAEL: No-observed adverse effect level |               |                             |
| LClo: Lethal concentration lowest dose  |               |                             |

## Detoxificatie
Arsine wordt door het lichaam omgezet in arseen (As3+). Arseen bindt in de rode bloedcellen aan zuurstof en vormt zo arsenaat. (AsO43−). Reductie van arsenaat naar arseniet (AsO33−) is noodzakelijk voordat methylatie kan optreden, voor deze reactie is glutathion nodig. De meest significante route van detoxificatie is methylatie van arseniet in de lever, en kan op deze manier de eliminatie bevorderen. Dit kan gemethyleerd worden tot MMA (monomethylarsonate) en uiteindelijk tot DMA (dimethylarsinate). De methylgroep is afkomstig van S-adenosylmethionine (SAM) en het enzym dat voor methylatie zorgt, is As3+ methyltransferase.
Menselijk metabolisme van arseen:
Oxidatieve methylatie: arsenite + SAM → MMA5+
Reductie: MMA5+ + thiol → MMA3+
Oxidatieve methylatie: MMA3+ + SAM → DMA5+
Reductie: MMA5+ + thiol → DMA3+

## Behandeling
Er zijn geen medicijnen tegen arsine. Chelatiemedicijnen zijn niet effectief en zijn ook niet aanbevolen. Wel kunnen de effecten van arsinevergiftiging behandeld worden. Zo kan er vocht worden toegediend om de nieren tegen beschadiging te beschermen. Bij ernstige vergiftiging kan bloedtransfusie en dialyse van het bloed nodig zijn om verdere schade aan de nieren te voorkomen.
Er zijn verschillende manieren van blootstelling mogelijk. Voor elk van deze mogelijkheden is een procedure voor bij noodgevallen die zelf uitgevoerd dienen te worden:
In alle gevallen dient zo snel mogelijk een arts te worden geraadpleegd.
In geval van huidcontact: De huid die in aanraking is gekomen met arseen rijkelijk afspoelen met water. Verwijder zo snel mogelijk de geïnfecteerde kleding.
In geval van oogcontact: Spoel de ogen minstens 30 minuten met water.
In geval van inname: Veel water drinken.
In geval van inhalatie: Verlaat het besmette gebied en ga naar het ziekenhuis.